# Televíziós sorozat
Televíziós sorozatnak vagy tévésorozatnak nevezzük a rendszerint egy vagy több főhős élete köré szerveződött eseménysorozatot képernyőn elbeszélő többrészes alkotást, amely nagy nézettséget vonz, ezért az alkotók/műsorszórók rendszerint ismétlik, újra feldolgozzák, tovább írják vagy utánozzák.
Magyar nyelven gyakran a filmsorozat elnevezést használják, amely annyiban nem pontos, hogy a „filmsorozat” szó eredeti jelentése szerint a mozi- és a tv-sorozatok közös elnevezése, hétköznapi értelemben sokszor a filmsorozat elnevezését a többrészes vagy több folytatást is kapó mozifilmek elnevezésére is használják (a „film” szó eredetileg mozgó képek sorát, ilyen képsorokból álló alkotást jelent). A „televíziós sorozat” megfogalmazás sem egészen pontos, hiszen televízióadók számára pl. animációs sorozatok is készíthetőek, amelyek a szó hagyományos értelmében nem (kamerával rögzített) „filmek” sorozatai. A legpontosabb elnevezés a „televíziós filmsorozat” lenne.
Egy-egy rész, idegen kifejezéssel, epizód hossza általában fél és egy óra között van, sokszor reklámokkal szabdalva, néha azok kitiltásával. A cselekmény dramaturgiailag a sajtóban közölt folytatásos regény nyomdokain halad. Hagyomány, hogy az elején gyakran összefoglalják az eddig történteket, a végén gyakran előzetest adnak a következő részben várható eseményekből, habár ezek egyre kevésbé számítanak kötelező műfaji elemnek, és sok sorozatban elmaradnak.
Népszerűségükre jellemző, hogy a lakosság bizonyos rétegei (pl. idősek, egyedülállók, munkanélküliek, kismamák, kamaszkorú fiatalok stb.) alig várja a kedvenc sorozat vetítési időpontját, az epizód megnézése szinte minden egyéb lehetséges időtöltési programot kiszorít, és a szereplők élete, sorsa a nézők személyes ügyévé válik. Magyarországon a nyolcvanas években pl. a Rabszolgasors c., az újkori Latin-Amerika rabszolgáiról szóló telenovella vált annyira népszerűvé, hogy a főhősnő, Isaura felszabadítására egyes magánszemélyek pénzt kezdtek gyűjteni, majd az ezen akciókról szóló hírek és viccek ezt a néhány, szórványosan előforduló esetet oly mértékben "felnagyították", hogy egy nagy, civil adománygyűjtési mozgalom városi legendája alakult ki.
Magyarországon nemcsak az importált (amerikai, olasz, spanyol, brazil stb.) tévésorozatok népszerűek, de a gyerekek körében az eredeti magyar, gyermekszereplős sorozatok is. Néhány népszerű televíziós sorozat, amely az adott korszakra jellemző és meghatározó: Szomszédok, Linda, Angyalbőrben, Família Kft., Dallas.

## Története
A sorozatrajongás nem a mostani, még csak nem is az előző évszázadban kezdődött: a 19. század közepétől egyre több népszerű folyóirat jelentkezett folytatásokban közölt történetekkel, amelyeket általában a legizgalmasabb résznél hagytak abba, hogy az olvasók a következő számot is megvásárolják. A médium más volt, a hatás nagyon hasonló. Az igazi népszerűség azonban évtizedekkel később érkezett el. A nap, amely megváltoztatta nagy tömegek folytatásos történetekhez való viszonyát, 1930. október 20-a volt. Ekkor indult ugyanis az Egyesült Államokban Painted Dreams (Festett álmok) címmel az első rádiós szappanopera, amely nevét egyébként szó szerint a műsor szerkezetébe beépített szappanhirdetésről kapta. A rádió aranykora után a televízió vette át az uralmat, és az 1950-es években olyan, máig kultikus szappanoperák érkeztek a piacra, mint a The Donna Reed Show, vagy a Leave it to Beaver.

### Társadalmi fordulat: 1990-es évek vége
Az újabb fordulat az 1990-es évek végén jelentkezett, amikor világszerte a Vészhelyzet volt az egyik legnépszerűbb sorozat. A széria már nem hagyományos szappanoperaként, hanem sokkal inkább sorozatként működött, számos társadalmilag érzékeny élethelyzetet megjelenítve a családon belüli erőszaktól a női vezetők problémáin át az AIDS-krízisig. Egy kulturális termék akkor válik népszerűvé, ha olyan kérdéseket és témákat mutat be, amelyek sokakat foglalkoztatnak – ezért nevezzük a népszerű kultúrát tömegkultúrának. A népszerűség nem mindig jelent egyet a silányabb minőséggel, igazolja ezt szinte az összes nézett sorozat példája. A népszerű termékek népszerű hagyományokat és gyakorlatokat mutatnak be, és magyarázatot kínálnak a világ kérdéseire.

### A nagy áttörés: 2000-es évek
A 2000-es évek elejétől kezdve a sorozatok, immáron kitörve a hagyományos szappanoperák keretei közül, olyan társadalmi és kulturális kérdésekkel foglalkoznak, amelyek szinte mindenkit érintenek, legyen az akár párkapcsolati krízis, morális dilemma, a magánéletet vagy a közéletet érintő égető problémák határokról, nemi szerepekről, hatalomról, vágyról, függőségről és kétségről. Követhető történetek alkotnak bonyolult hálózatokat, olyan helyzetekről mesélve, amelyek a közösség és az egyéni sors szempontjából is megkerülhetetlenek.

## Epizódok
A tévés sorozatok részeit, az egyes filmeket epizódoknak nevezik. A kifejezést már az ókori görögök is ismerték, Arisztotelésznél is szerepel pl. a Poiétika c. műben. Arisztotelész eredetileg lekicsinylő módon használta a szót, a történetekbe művészietlenül iktatott cselekmény megnevezéseként, amikor a fő cselekményszálhoz nem kapcsolódóan (a „szükségszerűséget” avagy „a cselekmény logikáját” megbontó módon) iktat be a szerző történet-elemeket, „a rossz költők azért, mivel rossz költők”, a jók pedig azért, hogy a közönség vagy a bírák kedvében járjanak, és pl. még hosszabra nyújtsanak egy amúgy is közérdeklődést kiváltó drámát.
Különösen jelentős egy sorozat életében az első epizód, a próbaepizód, amely gyakorta hosszabb (kétszer vagy háromszor), mint egy közönséges rész, és értelemszerűen mintát kell adnia a célközönség számára, hogy mi várható a sorozat egészétől. Jelentős az első évad is, mivel sok tévés- illetve filmgyártó társaság pusztán üzleti termékként kezeli a televíziós sorozatokat, mindenfajta művészi szempontot elhanyagolva, így aztán a nem eléggé nézettnek értékelt, elegendő reklám- vagy egyéb bevételt nem hozó sorozatok akár pár rész után is, vagy tipikusan az első évad elkészültével, akár meg is szűnhetnek. Kiemelten fontosak még az egyes évadokat lezáró részek, ezek elkészítése ugyanis erősen függ a fent említett üzleti szempontoktól, így akár váratlanul befejezhetik a sorozat cselekményét, más esetben szándékosan felcsigázzák a nézők érdeklődését valamely befejezetlenül hagyott vagy izgalmasnak gondolt cselekmény színre vitelével (cliffhanger részek), hogy a nézők türelmetlenül várják a következő évadot is.

## Fajtái
Az angol nyelvben két szót is használnak a sorozatokra, a cselekményvezetéstől függően. A series esetén az epizódok önmagukban értelmezhető, kerek történeteket mesélnek el, amiket többnyire csak az azonos főszereplők kapcsolnak össze (esetleg azonos helyszín, hasonló téma). A krimisorozatok nagyrészt ezek közé tartoznak. A serials elnevezés pedig olyan sorozatokra használatos, amelyek epizódjai összefüggő láncot alkotnak, továbbviszik az előző cselekményét. Azonban nem minden sorozat besorolása egyértelmű ebből a szempontból, mert előfordul, hogy egyaránt megtalálhatók a cselekményben a végigfutó, de legalábbis több részen átívelő szálak, valamint az egy epizódon belül kibontakozó és megoldódó történetek (többnyire előbbi a szereplők magánéletével, utóbbi a szakmai tevékenységükkel kapcsolatos).
Animációs technikák
- animációs sorozat: (rajzfilmsorozat, bábfilmsorozat, gyurmafilmsorozat)

Sorozatműfajok
- szappanopera, telenovella
- családi, ifjúsági
- drámai
- szituációs komédia, filmvígjáték
- „dramédia” (drámai és komikus elemeket vegyítő sorozat)
- kórházsorozat
- fantasy
- misztikus
- krimi, akció
- sci-fi
- dorama

Regionális típusok
- arab televíziós sorozat
- dorama
  - koreai dorama
  - japán dorama
  - tajvani dorama
- hongkongi televíziós sorozat
- indiai televíziós sorozat
- kínai televíziós sorozat
- latin-amerikai teleregény
- thai televíziós sorozat
- török televíziós sorozat

## Sorozatokkal kapcsolatos kifejezések
- bottle epizód
- cápaugrás
- Chuck Cunningham-szindróma
- cliffhanger
- filler epizód
- próbaepizód
- sorozatdarálás
- spin-off
- tabula rasa epizód

## Az IMDb 2016-os listája szerinti legjobb televíziós sorozatok[3]
- Totál szívás (2008–2013)
- Trónok harca (2011–2019)
- Drót (2002–2008)
- Maffiózók (1999–2007)
- Sherlock (2010–2017)
- A törvény nevében (2014–napjainkig)
- Fargo (2014–napjainkig)
- Kártyavár (2013–2018)
- Az ítélet: család (2003–2013)
- Narcos (2015–2017)
- Jóbarátok (1994–2004)
- Szemesnek áll a világ (1981–2003)
- Fekete tükör (2011–2019)
- Doktor House (2004–2012)
- Daredevil (2015–2018)
- Sírhant művek (2001–2005)
- Felhőtlen Philadelphia (2005–napjainkig)
- A hivatal (2005–2013)
- Deadwood (2004–2006)
- Dexter (2006–2013)
- Amerikai Horror Story (2011–napjainkig)

### Magyarországi sorozat rekordok:
1. Barátok közt (RTL Klub) 10 456 rész (23 év)
2. Jóban Rosszban (TV2, Super TV2) 4135 rész (16 év)
3. Éjjel-nappal Budapest (RTL Klub, RTL II) 2065 rész (8 év)
4. Família Kft. (MTV) 385 rész (9 év)
5. Szomszédok (MTV) 331 rész (12 év)